# Displayprodukter
Displayprodukter (även kallat exponeringsprodukter) är ett samlingsnamn på produkter som företag använder för att marknadsföra produkt/er eller varumärke. 
Som displayprodukter räknas framför allt gatupratare, broschyrställ, mässprodukter, mattor och "rollups". Till produktgruppen ingår också butiksställ i papper, glas och metall samt ljustavlor. Även förpackningar kan hänföras till denna produktgrupp. Displayprodukter används framför allt i butik och i utställningssammanhang.